# Lista głów państwa maltańskiego

## Monarchia
| Monarcha | Monarcha                | Monarcha | Okres sprawowania władzy | Okres sprawowania władzy |
| #        | Imię i Nazwisko         | Portret  | Od                       | Do                       |
| -------- | ----------------------- | -------- | ------------------------ | ------------------------ |
| 1        | Elżbieta II (1926–2022) |          | 21 września 1964         | 13 grudnia 1974          |

### Generalny Gubernator
| Gubernator | Gubernator                       | Gubernator | Okres sprawowania władzy | Okres sprawowania władzy |
| #          | Imię i Nazwisko                  | Portret    | Od                       | Do                       |
| ---------- | -------------------------------- | ---------- | ------------------------ | ------------------------ |
| 1          | Maurice Henry Dorman (1902–1993) |            | 21 września 1964         | 22 czerwca 1971          |
| 2          | Anthony Mamo (1909–2008)         |            | 22 czerwca 1971          | 13 grudnia 1974          |

## Republika
- tymczasowo

| #  | Imię i Nazwisko                       | Portret | Kadencja        | Kadencja        | Partia polityczna | Partia polityczna |
| #  | Imię i Nazwisko                       | Portret | Od              | Do              | Partia polityczna | Partia polityczna |
| -- | ------------------------------------- | ------- | --------------- | --------------- | ----------------- | ----------------- |
| 1  | Anthony Mamo (1909–2008)              |         | 13 grudnia 1974 | 27 grudnia 1976 |                   | bezpartyjny       |
| 2  | Anton Buttigieg (1912–1983)           |         | 27 grudnia 1976 | 27 grudnia 1981 |                   | PL                |
| –  | Albert Hyzler (1916–1993)             |         | 27 grudnia 1981 | 15 lutego 1982  |                   | PL                |
| 3  | Agatha Barbara (1923–2002)            |         | 15 lutego 1982  | 15 lutego 1987  |                   | PL                |
| –  | Paul Xuereb (1923–1994)               |         | 15 lutego 1987  | 4 kwietnia 1989 |                   | PL                |
| 4  | Ċensu Tabone (1913–2012)              |         | 4 kwietnia 1989 | 4 kwietnia 1994 |                   | PN                |
| 5  | Ugo Mifsud Bonnici (ur. 1932)         |         | 4 kwietnia 1994 | 4 kwietnia 1999 |                   | PN                |
| 6  | Guido de Marco (1931–2010)            |         | 4 kwietnia 1999 | 4 kwietnia 2004 |                   | PN                |
| 7  | Eddie Fenech Adami (ur. 1934)         |         | 4 kwietnia 2004 | 4 kwietnia 2009 |                   | PN                |
| 8  | George Abela (ur. 1948)               |         | 4 kwietnia 2009 | 4 kwietnia 2014 |                   | PL                |
| 9  | Marie-Louise Coleiro Preca (ur. 1958) |         | 4 kwietnia 2014 | 4 kwietnia 2019 |                   | PL                |
| 10 | George William Vella (ur. 1942)       |         | 4 kwietnia 2019 | 4 kwietnia 2024 |                   | PL                |
| 11 | Myriam Spiteri Debono (ur. 1952)      |         | 4 kwietnia 2024 | nadal           |                   | PL                |

## Zobacz także
- Gubernatorzy i gubernatorzy generalni Malty